# Чарыш (посёлок станции)
Чары́ш — посёлок станции в Аскизском районе Хакасии.

## География
находится на западе Аскизского района в горно-таёжной местности, на ж.-д. линии Абакан — Новокузнецк. Железная дорога идёт вдоль реки Томь.
Расстояние до райцентра — с. Аскиз — 175 км, до Абакана 230 км.

## Население
| 2002 | 2010 |
| ---- | ---- |
| 11   | ↘3   |

Национальный состав
На 1 января 2004 года в основном шорцы.

## Транспорт
В посёлке находится одноимённая железнодорожная станция.